# Boeing 747-400
Boeing 747-400 – szerokokadłubowy i dwupokładowy, czterosilnikowy samolot pasażerski o dalekim zasięgu. Dostępny również w wersji towarowej, jest najlepiej sprzedającym się modelem z rodziny 747. Boeing 747-400 jest przedostatnią wersją 747, ostatnia to Boeing 747-8. W ciągu 20 lat produkcji – Boeing wypuścił na rynek 694 sztuki 747-400 w różnych wariantach. Ostatni egzemplarz został dostarczony w grudniu 2009 liniom LoadAir Cargo.

## Projekt i pierwszy lot
W październiku 1985 roku Boeing Commercial Airplanes ogłosił powstanie 747-400. W styczniu 1988 roku pierwszy 747-400 wyjechał z hangaru, by wzbić się w powietrze 29 kwietnia 1988. 10 stycznia 1989 roku Boeing Company otrzymał certyfikat na loty z silnikami Pratt & Whitney PW4000, 18 maja 1989 – General Electric CF6-80C2s oraz 8 czerwca 1989 na Rolls-Royce RB211-524Gs.
26 stycznia 1989 roku Boeing 747-400 trafił do amerykańskiego przewoźnika Northwest Airlines by rozpocząć służbę 9 lutego na trasie Minneapolis – Phoenix.

## Warianty
747-400
W porównaniu do wersji 747-300 – model 400 ma szersze zakończenia skrzydeł, winglety i nowocześniejszy, szklany kokpit, nie wymagający obecności mechanika pokładowego podczas lotu. Mimo przedłużenia skrzydeł – ich masa została zmniejszona poprzez użycie do budowy stopów aluminium. Zamontowano również dodatkowy zbiornik paliwa w stateczniku poziomym, bardziej wydajne silniki oraz innowacyjny wystrój kabiny pasażerskiej zapewniający wyższy komfort lotu.
747-400 charakteryzuje się dwa razy dłuższym pokładem górnym, w porównaniu do wersji podstawowej.
W 1989 roku linie lotnicze Qantas ustanowiły rekord świata pokonując 747-400 bez przerwy dystans pomiędzy Londynem a Sydney (18 tys. km) w czasie 20 godzin i 9 minut. Lot odbył się bez pasażerów i załadunku.
Produkcja 747-400 oficjalnie ustała 15 marca 2007, kontrakty na ostatnie 4 egzemplarze będące w trakcie realizacji zostały rozwiązane przez Philippine Airlines. W listopadzie 2002 China Airlines zamówiły 4 pasażerskie 747-400. Zamówienie zostało zrealizowane w ciągu dwóch lat, tym samym 7 grudnia 2004 dostarczono do przewoźnika ostatni 747-400.
747-400F
Boeing 747-400F (od ang. freighter) to wersja towarowa z projektem kadłuba zaczerpniętym z Boeinga 747-200F. Pierwszy lot odbył się 4 maja 1993, a samolot wszedł do służby 17 listopada 1993 w barwach Cargolux Airlines.
747-400F może pokonać do 8240 km z ładunkiem o masie 113 000 kg. Jest to jedyny model cargo, który posiada duże boczne drzwi oraz otwierany nos, taka kombinacja pozwala na umieszczanie w nim zarówno wysokich (do 12 m), jak i bardzo długich ładunków. Ponadto w wyposażeniu wersji znajduje się zmechanizowany system załadunkowy.
Od wersji pasażerskiej różni się zdecydowanie krótszym pokładem górnym.
Ogółem Boeing dostarczył 126 maszyn tego typu m.in. liniom: China Airlines, Singapore Airlines, Korean Air, UPS, Cathay Pacific Airways. Odbiorcą ostatniego egzemplarza był Nippon Cargo Airlines.
747-400M
Boeing 747-400M to wariant pasażersko-towarowy. Tylna część samolotu to powierzchnia cargo, dlatego też – tuż za lewym skrzydłem znajdują się duże boczne drzwi, dopasowane do kadłuba.
Pierwszy lot został wykonany 30 czerwca 1989, a samolot wszedł do służby 12 września tego samego roku, w barwach KLM.
Boeing wyprodukował 61 maszyn tego typu, m.in. dla linii Kuwait Airways, EVA Air, Air China, Lufthansa i Air France. Ostatni egzemplarz trafił do KLM 10 kwietnia 2002.
747-400D
Boeing 747-400D (od ang. domestic) – wersja o krótkim zasięgu zaprojektowania na potrzeby japońskich linii Japan Airlines. Samolot jest w stanie pomieścić 568 pasażerów w dwóch klasach oraz 111 605 kg cargo. W tym wariancie nie posiada wingletów oraz poszerzonych końcówek skrzydeł, gdyż na krótkich dystansach winglety nie zmieniłyby znacząco osiągów maszyny. Zasięg 747-400D wynosi jedynie 2905 km, jednak w razie potrzeby może być zamieniony na wersję długodystansową.
Pierwszy lot odbył się 18 marca 1991 roku, a samolot rozpoczął służbę w barwach Japan Airlines 22 października 1991.
Boeing wyprodukował 19 egzemplarzy 747-400D – 11 dla All Nippon Airways oraz 8 dla Japan Airlines, ostatni trafił na rynek w grudniu 1995.
747-400ER
747-400ER (od ang. extended range) – wersja o przedłużonym zasięgu do 14 205 km, co możliwe było dzięki dodaniu dwóch bądź jednego (zależnie od wybranej opcji) zbiornika paliwa.
28 listopada 2000 australijskie linie lotnicze Qantas zamówiły sześć maszyn tego typu, pierwsza rozpoczęła służbę 31 października 2002 roku. To było jedyne zamówienie na pasażerski typ 747-400ER.
747-400ERF
Zmodyfikowany 747-400ER, nad którym prace rozpoczęto 30 kwietnia 2001. Budową maszyna podobna jest do 747-400F, jednak ma znacznie zwiększoną pojemność cargo. Maksymalna masa startowa wynosi 412 000 kg, a maksymalny załadunek 112 760 kg. W trybie zamówienia linie lotnicze mogą wybrać pomiędzy dodatkowymi 9980 kg załadunku bądź zwiększonym zasięgiem do maksymalnego czyli o 972 km więcej niż wersja podstawowa 747-400. Maksymalny zasięg samolotu wynosi 9200 km – około 525 km więcej niż pozostałe 747-400. Ponadto 747-400ERF ma wzmocniony kadłub, części skrzydeł, podwozie, a także nowe, większe opony.
Boeing wyprodukował 40 maszyn tego typu. Pierwszy został dostarczony do Air France (przez ILFC) 17 października 2002. Ostatni egzemplarz trafił do odbiorcy 22 grudnia 2009 roku.
747-400BCF
Boeing 747-400BCF (od ang. Boeing converted freighter) to specjalna, towarowa wersja 747-400.
Pierwszy egzemplarz trafił do Cathay Pacific w 2005 roku.
Odbiorcami są m.in. Air China Cargo, Japan Airlines, Martinair Cargo (przez Guggenheim Aviation Partners), Korean Air i Singapore Airlines.
747-400LCF
Specjalna wersja 747-400 służąca do przewożenia części swojego następcy, Boeinga 787 Dreamlinera, od dostawców z całego świata. 13 października 2003 roku Boeing ogłosił, że z powodu budowy B787 zmodyfikuje 3 pasażerskie maszyny 747-400 według projektu 747-400LCF.
LCF ma wypukły kadłub podobny do maszyn takich jak: Super Guppy czy Airbus A300-600ST Beluga, które również stosowane są do przewożenia skrzydeł i kadłubów produkowanych maszyn pomiędzy podwykonawcami i fabrykami producentów. 747-400LCF zabiera na pokład trzy razy więcej ładunku niż 747-400F. W czerwcu 2006 pierwsza maszyna została ukończona. Boeing nadał maszynie nazwę Dreamlifter, co było nawiązaniem do budowanego w owym czasie Dreamlinera.
Pierwszy lot testowy odbył się z międzynarodowego tajwańskiego lotniska Taoyuan – 9 września 2006 roku. Dwa z trzech 747-400LCF rozpoczęły służbę w 2007.
Dzięki tej maszynie terminy dostawy skrzydeł (budowanych w Japonii) skróciły się z 30 dni do 8 godzin.

## Parametry techniczne
| Model                    | 747-400                                                                       | 747-400ER                                           | 747-400M                                                                      | 747-400D                                            | 747-400F                                                                      | 747-400ERF                                                 |
| ------------------------ | ----------------------------------------------------------------------------- | --------------------------------------------------- | ----------------------------------------------------------------------------- | --------------------------------------------------- | ----------------------------------------------------------------------------- | ---------------------------------------------------------- |
| Załoga                   | dwie osoby                                                                    | dwie osoby                                          | dwie osoby                                                                    | dwie osoby                                          | dwie osoby                                                                    | dwie osoby                                                 |
| Liczba siedzeń           | 416 (3 klasy) 524 (2 klasy)                                                   | 416 (3 klasy) 524 (2 klasy)                         | 410 lub 266 plus 7 palet                                                      | 568 (3 klasy)                                       | –                                                                             | –                                                          |
| Pojemność cargo          | 170,5 m³ lub 151 m³                                                           | 158,6 m³ lub 137,0 m³                               | 295m3                                                                         | 703m3                                               | główny pokład: 605 m³ dolny pokład: 159 m³ max: 112 630 kg                    | główny pokład: 605 m³ dolny pokład: 159 m³ max: 112 760 kg |
| Długość                  | 70,6 m                                                                        | 70,6 m                                              | 70,6 m                                                                        | 70,6 m                                              | 70,6 m                                                                        | 70,6 m                                                     |
| Rozpiętość skrzydeł      | 64,4 m                                                                        | 64,4 m                                              | 64,4 m                                                                        | 64,4 m                                              | 64,4 m                                                                        | 64,4 m                                                     |
| Wysokość                 | 19,4 m                                                                        | 19,4 m                                              | 19,4 m                                                                        | 19,4 m                                              | 19,4 m                                                                        | 19,4 m                                                     |
| Masa własna              | 178 800 kg                                                                    | 184 570 kg                                          | bd*                                                                           | bd                                                  | 178 800 kg                                                                    | 184 570 kg                                                 |
| Maksymalna masa startowa | 396 890 kg                                                                    | 412 770 kg                                          | 396 890 kg                                                                    | 378 182 kg                                          | 396 900 kg                                                                    | 412 775 kg                                                 |
| Prędkość przelotowa      | 913 km/h                                                                      | 913 km/h                                            | 910 km/h                                                                      | 910 km/h                                            | 901 km/h                                                                      | 901 km/h                                                   |
| Maksymalna prędkość      | 988 km/h                                                                      | 988 km/h                                            | 988 km/h                                                                      | 988 km/h                                            | 988 km/h                                                                      | 988 km/h                                                   |
| Rozbieg                  | 3018 m                                                                        | 3090 m                                              | bd                                                                            | bd                                                  | 3018 m                                                                        | bd                                                         |
| Maksymalny zasięg        | 13 450 km                                                                     | 14 205 km                                           | 13 360 km                                                                     | 2905 km                                             | 8230 km                                                                       | 9200 km                                                    |
| Maksymalna ilość paliwa  | 216 840 l                                                                     | 241 140 l                                           | 216 840 l                                                                     | 204 355 l                                           | 216 840 l                                                                     | 216 840 l                                                  |
| Silniki                  | Pratt & Whitney PW4062 General Electric CF6-80C2B5F Rolls-Royce RB211-524H2-T | Pratt & Whitney PW4062 General Electric CF6-80C2B5F | Pratt & Whitney PW4062 General Electric CF6-80C2B5F Rolls-Royce RB211-524H2-T | Pratt & Whitney PW4062 General Electric CF6-80C2B5F | Pratt & Whitney PW4062 General Electric CF6-80C2B5F Rolls-Royce RB211-524H2-T | Pratt & Whitney PW4062 General Electric CF6-80C2B5F        |
| Ciąg silników            | P&W – 281.57 kN RR – 264,67 kN GE – 276,23 kN                                 | P&W – 281,57 kN GE – 276,23 kN                      | P&W – 281.57 kN RR – 264,67 kN GE – 276,23 kN                                 | P&W – 281,57 kN GE – 276,23 kN                      | P&W – 281.57 kN RR – 264,67 kN GE – 276,23 kN                                 | P&W – 281,57 kN GE – 276,23 kN                             |

* – brak danych

Źródło: Specyfikacje 747-400

## Odbiorcy
Lista nabywców wszystkich wariantów samolotu Boeing 747-400.
| Linie lotnicze               | 747-400 | 747-400ER | 747-400M | 747-400D | 747-400F | 747-400ERF | Razem |
| ---------------------------- | ------- | --------- | -------- | -------- | -------- | ---------- | ----- |
| Air Canada                   | –       | –         | 3        | –        | –        | –          | 3     |
| Air China                    | 6       | –         | 8        | –        | –        | –          | 14    |
| Air China Cargo              | –       | –         | –        | –        | 2        | –          | 2     |
| Air France                   | 7       | –         | 5        | –        | –        | 2          | 14    |
| Air India                    | 6       | –         | –        | –        | –        | –          | 6     |
| Air Namibia                  | –       | –         | 1        | –        | –        | –          | 1     |
| Air New Zealand              | 4       | –         | –        | –        | –        | –          | 4     |
| All Nippon Airways           | 12      | –         | –        | 11       | –        | –          | 23    |
| Asiana Airlines              | 2       | –         | 6        | –        | 5        | –          | 13    |
| Atlas Air                    | 1       | –         | -        | –        | 15       | –          | 15    |
| British Airways              | 57      | –         | –        | –        |          | –          | 57    |
| Canadian Airlines            | 4       | –         | –        | –        | –        | –          | 4     |
| Cargolux Airlines            | –       | –         | –        | –        | 16       | –          | 16    |
| Cathay Pacific Airways       | 17      | –         | –        | –        | 6        | 6          | 29    |
| China Airlines               | 17      | –         | –        | –        | 21       | –          | 38    |
| China Cargo                  | –       | –         | –        | –        | –        | 2          | 2     |
| China Southern Airlines      | –       | –         | –        | –        | 2        | –          | 2     |
| El Al Israel Airlines        | 4       | –         | –        | –        | –        | –          | 4     |
| EVA Air                      | 7       | –         | 8        | –        | 3        | –          | 18    |
| Garuda Indonesia             | 2       | –         | –        | –        | –        | –          | 2     |
| GECAS                        | 1       | –         | –        | –        | 5        | 2          | 8     |
| Government of Japan          | 2       | –         | –        | –        | –        | –          | 2     |
| Guggenheim Aviation Partners | –       | –         | –        | –        | –        | 6          | 6     |
| ILFC                         | 14      | –         | –        | –        | 1        | 3          | 18    |
| Jade Cargo International     | –       | –         | –        | –        | –        | 6          | 6     |
| Japan Airlines               | 34      | –         | –        | 8        | 2        | –          | 44    |
| KLM                          | 5       | –         | 17       | –        | –        | 3          | 25    |
| Korean Air                   | 27      | –         | 1        | –        | 10       | 8          | 46    |
| Kuwait Airways               | –       | –         | 1        | –        | –        | 1          | 1     |
| LoadAir Cargo                | -       | -         | -        | -        | -        | 2          | 2     |
| Lufthansa                    | 25      | –         | 7        | –        | –        | –          | 32    |
| Malaysia Airlines            | 19      | –         | 2        | –        | 2        | –          | 23    |
| Mandarin Airlines            | 1       | –         | –        | –        | –        | –          | 1     |
| Nippon Cargo Airlines        | –       | –         | –        | –        | 10       | –          | 10    |
| Northwest Airlines           | 16      | –         | –        | –        | –        | –          | 16    |
| Philippine Airlines          | 3       | –         | 1        | –        | –        | –          | 4     |
| Presidential Flight          | 1       | –         | –        | –        | –        | –          | 1     |
| Qantas                       | 21      | 6         | –        | –        | –        | –          | 27    |
| Saudi Arabian Airlines       | 5       | –         | –        | –        | –        | –          | 5     |
| Singapore Airlines           | 42      | –         | –        | –        | 17       | –          | 59    |
| South African Airways        | 8       | –         | –        | –        | –        | –          | 8     |
| Thai Airways International   | 18      | –         | –        | –        | –        | –          | 18    |
| United Airlines              | 44      | –         | –        | –        | –        | –          | 44    |
| UPS                          | –       | –         | –        | –        | 8        | –          | 8     |
| US Air Force                 | –       | –         | –        | –        | 1        | –          | 1     |
| UTA                          | 1       | –         | 1        | –        | –        | –          | 2     |
| Virgin Atlantic Airways      | 9       | –         | –        | –        | –        | –          | 9     |
| Niezidentyfikowany nabywca   | 1       | –         | –        | –        | –        | –          | 1     |
| Razem:                       | 442     | 6         | 61       | 19       | 126      | 40         | 694   |

British Airways podjęły decyzję, że będą zastępować wycofywane z eksploatacji Boeingi 747-400 (4-silnikowe) Airbusami A350 (dwusilnikowymi, pierwotnie konkurent Boeing 787 Dreamliner).

## Katastrofy i wypadki

### 1993 – China Airlines
4 listopada 1993 roku lot 605 linii China Airlines uległ wypadkowi podczas lądowania na lotnisku Kai Tak International Airport w Hongkongu.
Z powodu burzy tropikalnej Ira – na 13 minut przed fatalnym lądowaniem, pilot British Airways odmówił tego samego podejścia. Boeing 747-400 (numer rejestracyjny B-165) dotknął pasa ponad 640 metrów za progiem przy bocznym wietrze o prędkości 20 węzłów. Automatyczne hamulce zostały wyłączone przez pilota na kilka chwil przed przyziemieniem, postanowił on użyć hamulców ręcznych i odwracacza ciągu.
Gdy kapitan zorientował się, że nie wystarczy pasa startowego na wyhamowanie samolotu – zwrócił maszynę gwałtownie w lewo, samolot zaczął się ślizgać i ostatecznie osiadł na mieliźnie odwrócony o prawie 180 stopni w stosunku do kierunku pasa.
Śledczy ustalili, że przyczyną wypadku było niedopełnienie procedur przez kapitana, który powinien zrezygnować z lądowania przy panujących warunkach pogodowych.
W wyniku wypadku z 396 osób znajdujących się na pokładzie (374 pasażerów i 22 członków załogi) – 22 zostały lekko ranne. Zniszczony samolot służy jako obiekt ćwiczeń straży pożarnej.

### 1998 – Korean Air
5 sierpnia 1998 roku Boeing (numer rejestracyjny 747-4B5 HL7496) linii Korean Air wystartował z tokijskiego lotniska Narita do Seulu. Z powodu złej pogody i ulewnego deszczu załoga została zmuszona do zmiany kierunku i lądowania na koreańskim lotnisku Cheju. Samolot wystarował z Cheju po kilku godzinach by ponownie wyruszyć w stronę Seulu. Podczas przyziemienia samolot podskoczył po czym zaczął ślizgać się po pasie, by ostatecznie zatrzymać się na trawiastym terenie, 100 metrów za pasem startowym. Nikt nie został ranny.

### 2000 – Singapore Airlines
31 października 2000 roku o godzinie 23:18 Boeing 747-412 (numer rejestracyjny 9V-SPK), należący do linii Singapore Airlines, lecący z Taoyuan do Los Angeles, kilka chwil po starcie uderzył w terminal cargo.
Przyczyną katastrofy była zła widoczność z powodu ulewnego deszczu, piloci nie wiedzieli, że znajdują się na remontowanym pasie 05R zamiast wyznaczonego 05L. Podczas rozbiegu maszyna staranowała pojazdy należące do firm remontowych, co spowodowało oderwanie podwozia i zniszczenie przedniej części maszyny, by chwilę później uderzyć w terminal cargo.
Spośród 179 osób znajdujących się na pokładzie (159 pasażerów i 20 członków załogi) w wyniku katastrofy życie straciły 83 osoby, a 71 zostało rannych.

### 2008 – All Nippon Airways
3 sierpnia 2008 roku na lotnisku Don Muang w Bangkoku podczas czyszczenia wnętrza Boeinga 747-481D (numer rejestracyjny: JA8955) użyto łatwopalnych substancji. Doprowadziły one do pożaru, który strawił samolot. W czasie wypadku nikt nie znajdował się na pokładzie maszyny.

### 2010 – UPS
3 sierpnia 2010 krótko po starcie z lotniska w Dubaju uległ katastrofie Boeing 747-44AF (SCD) (numer rejestracyjny: N571UP) lot 006 należący do UPS. Zginęło 2 pilotów.
Do katastrofy doszło o godzinie 19:39. Samolot startował z załadunkiem do Kolonii w Niemczech. Władze lotnictwa cywilnego Zjednoczonych Emiratów Arabskich poinformowały, że 21 minut po starcie otrzymali informację z Bahrajnu, że maszyna wraca do Dubaju z kokpitem pełnym dymu. Z relacji świadków wynika, że maszyna płonęła przed uderzeniem w ziemię, na terenie bazy wojskowej. Jako przyczynę katastrofy wskazano samozapalenie się transportowanego ładunku- baterii litowo-jonowych. Na pokładzie samolotu znajdowało się 81000 takich baterii.

## Galeria

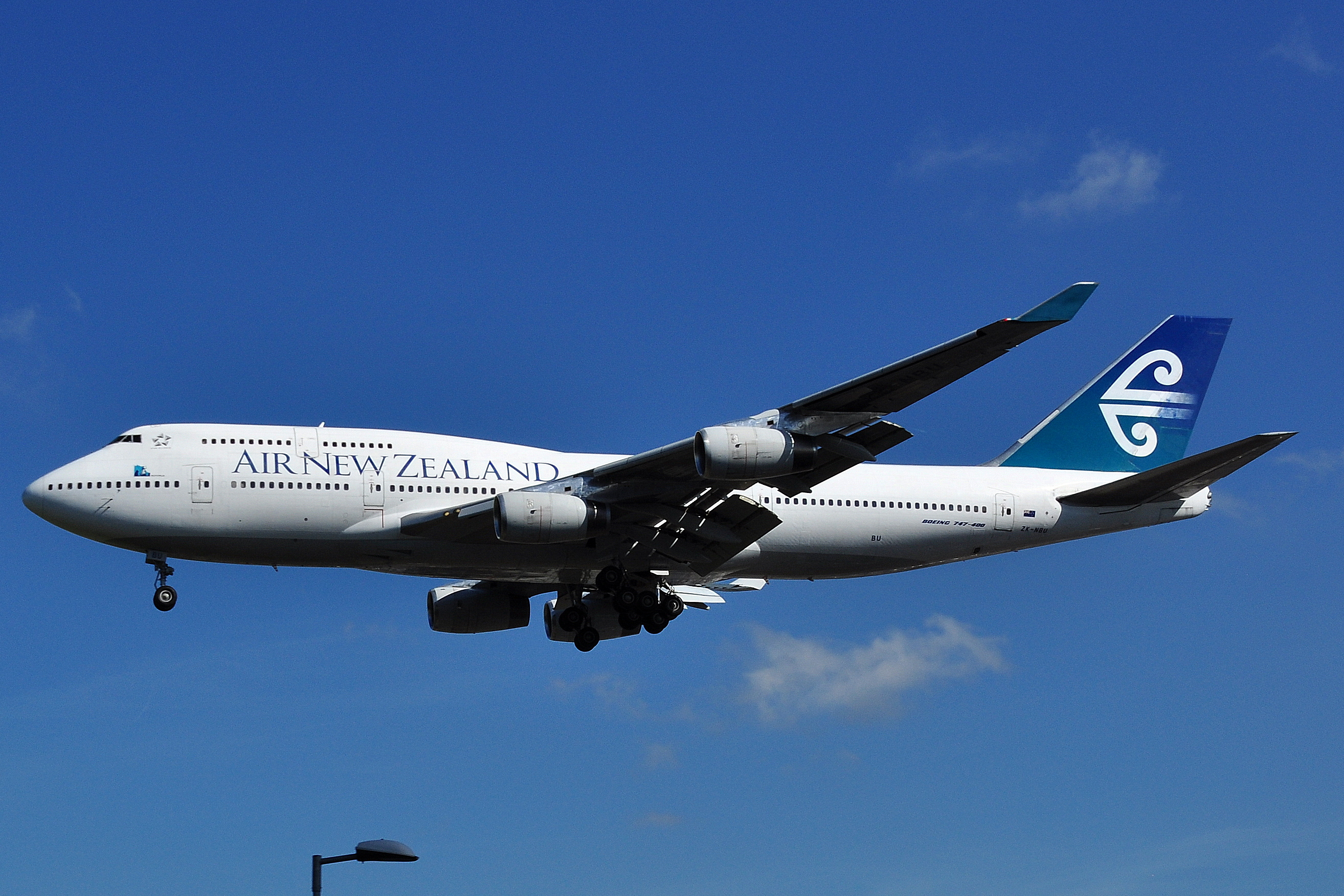
Boeing 747-400
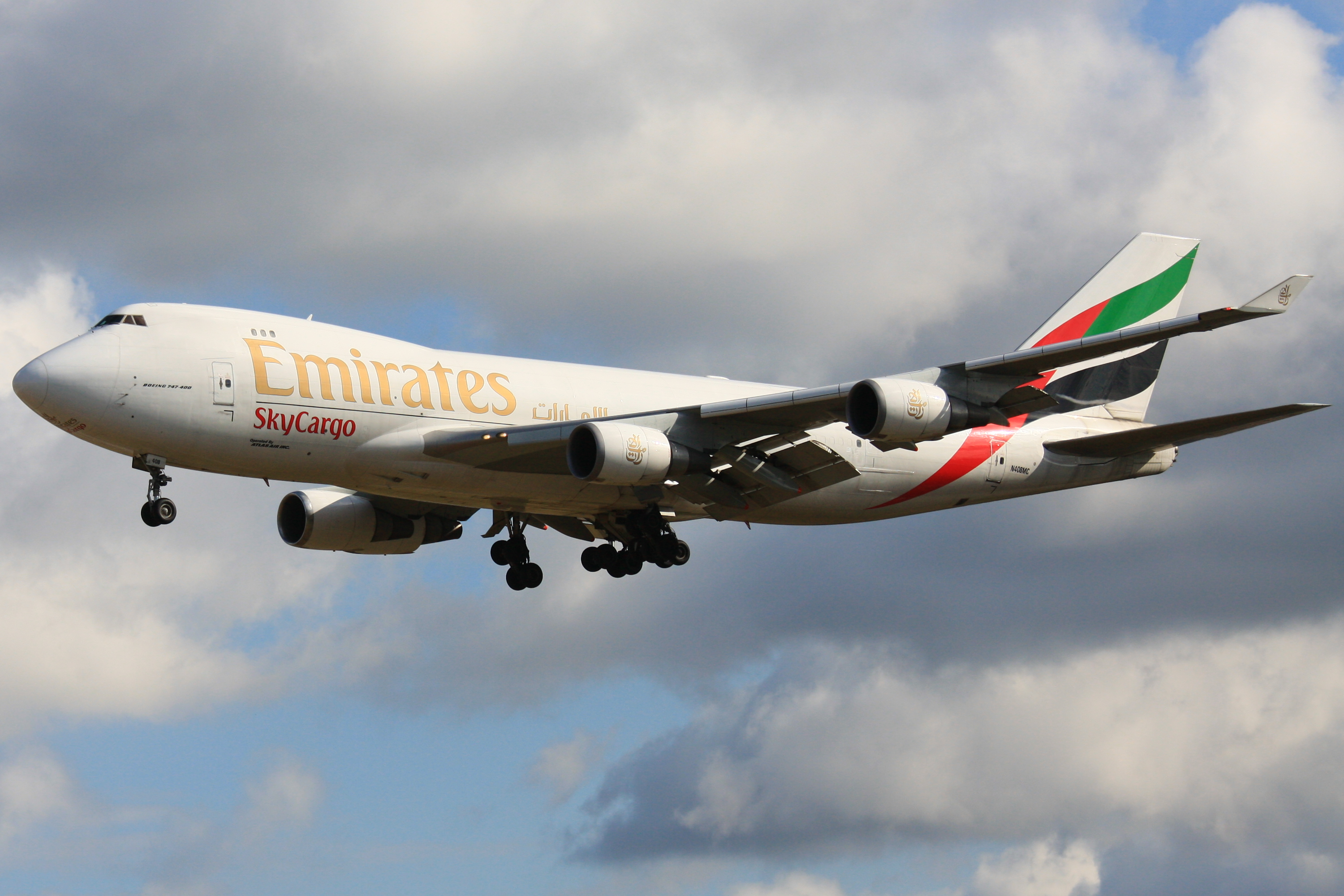
Boeing 747-400F
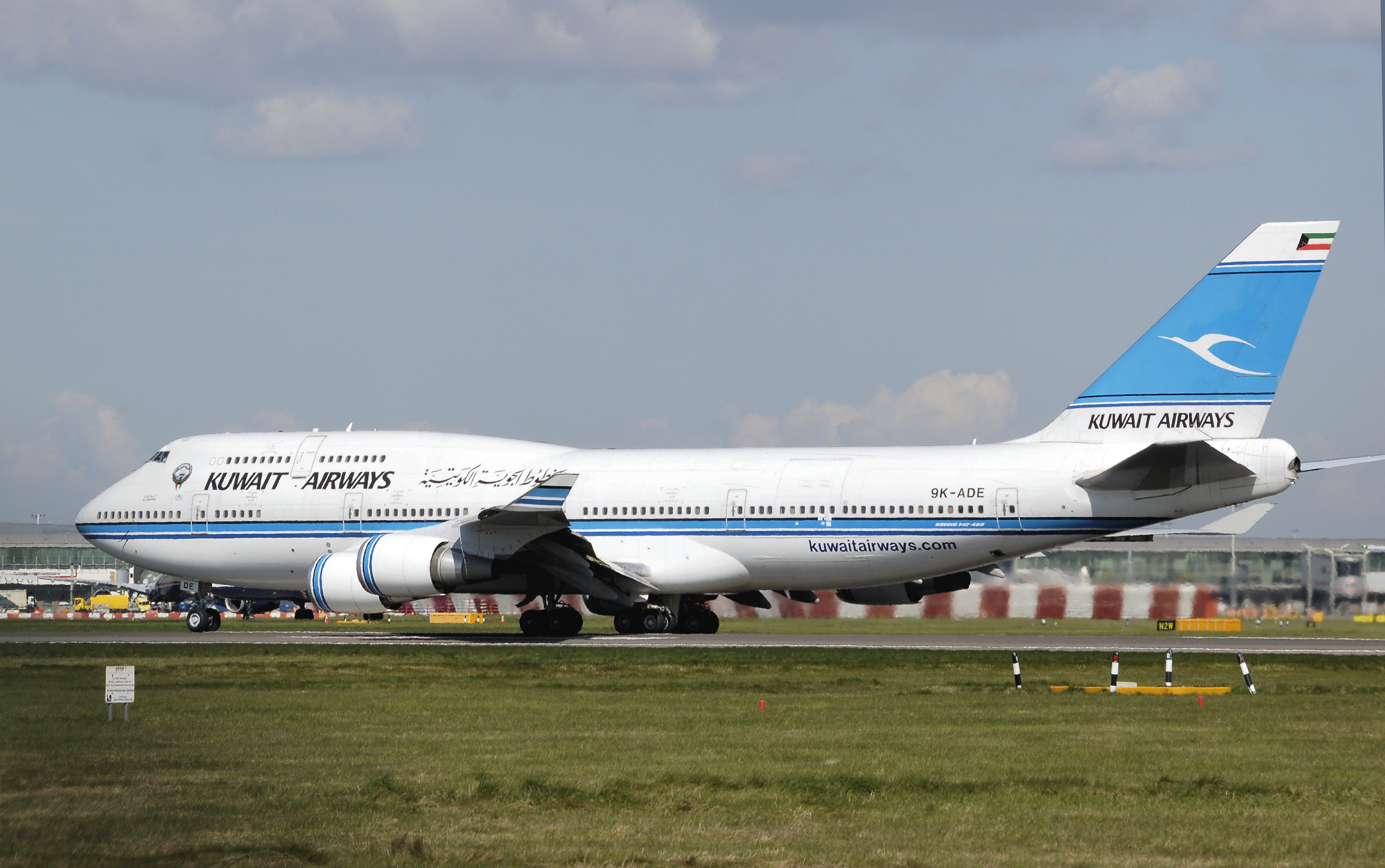
Boeing 747-400M
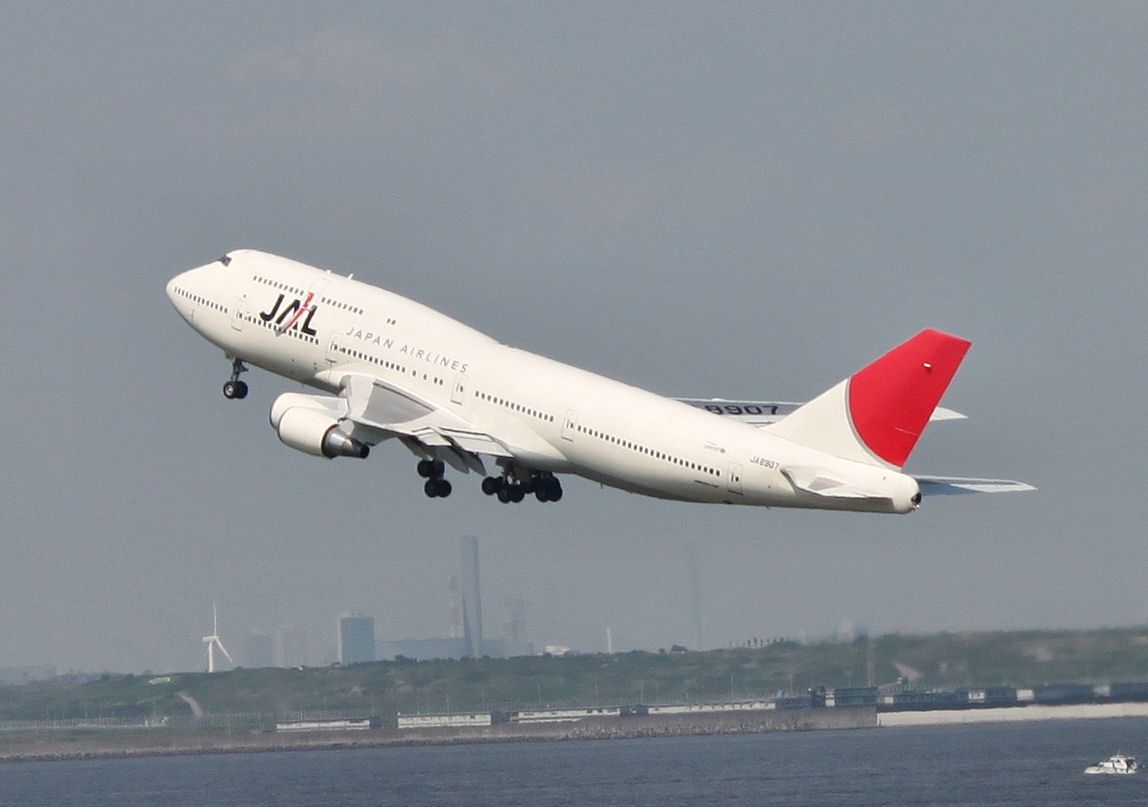
Boeing 747-400D
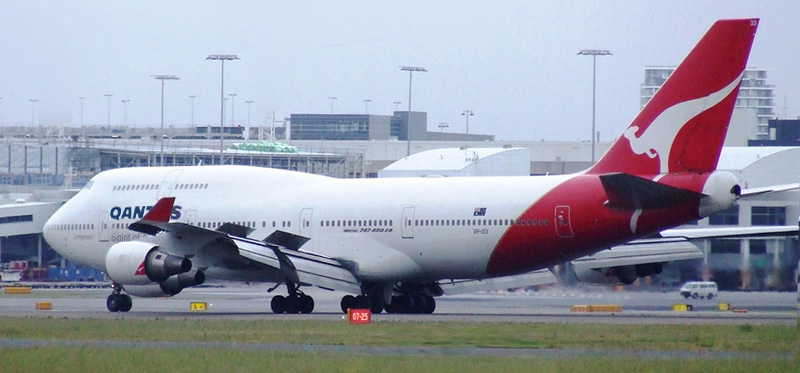
Boeing 747-400ER
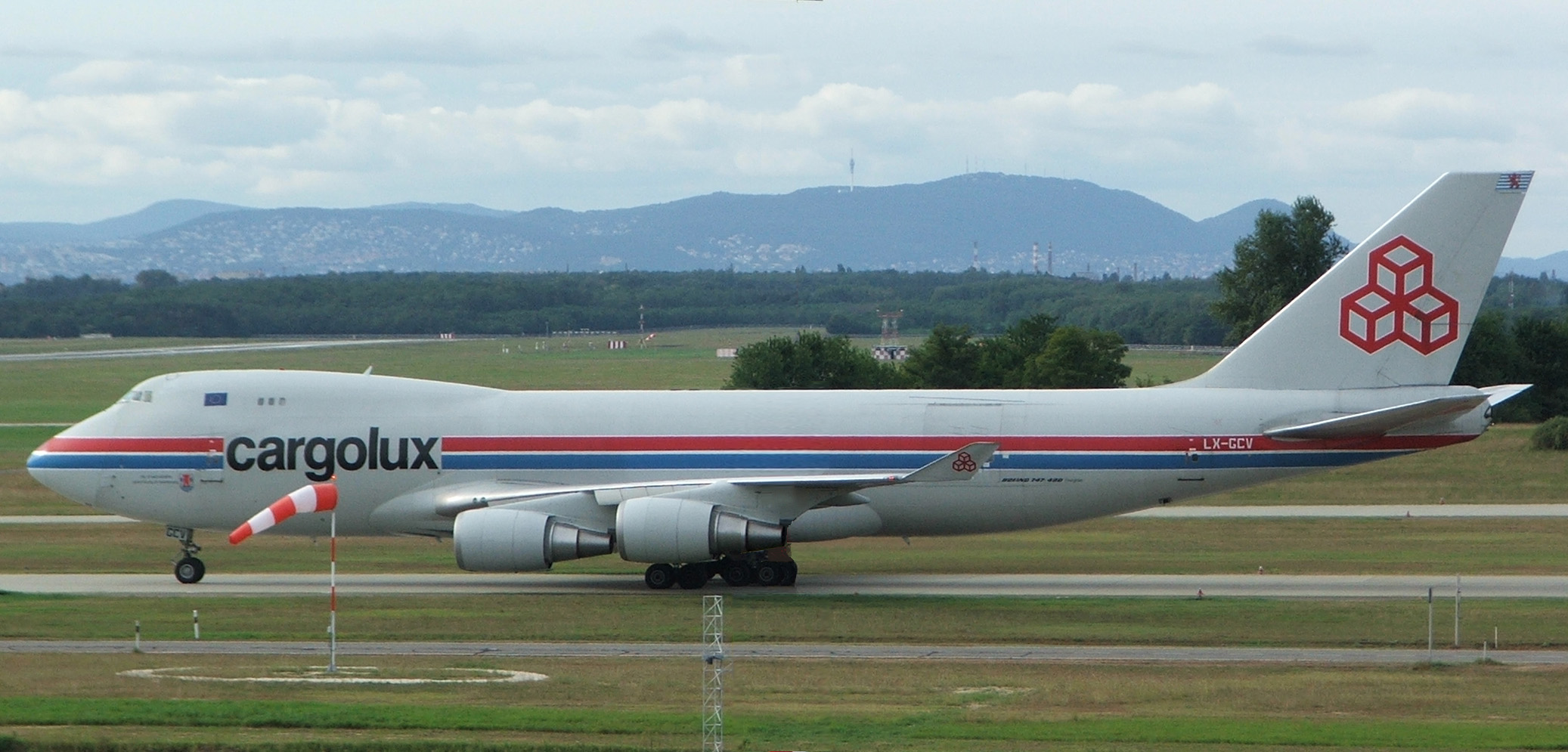
Boeing 747-400ERF
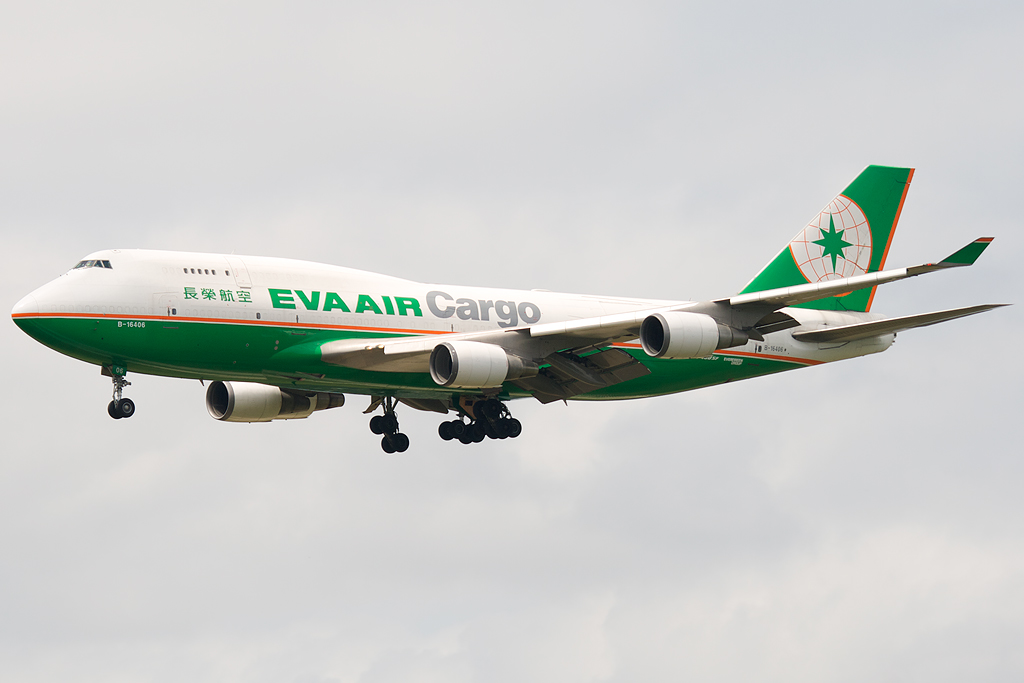
Boeing 747-400BCF
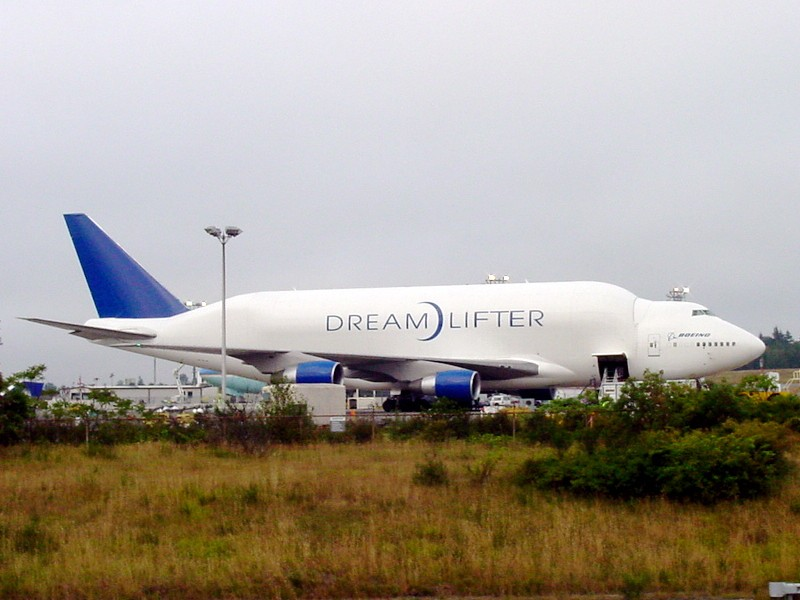
Boeing 747-400LCF